# Люксембург на зимових Олімпійських іграх 2014
Люксембург на зимових Олімпійських іграх 2014 року у Сочі був представлений 1 спортсменом в 1 виді спорту.